# Palmarès del Philips Sport Vereniging
Il Philips Sport Vereniging (olandese Unione Sportiva Philips), meglio noto come PSV Eindhoven, o più semplicemente come PSV, è una società polisportiva olandese con sede nella città di Eindhoven, nota principalmente per la sua sezione calcistica.
Fondata nel 1913, la squadra di calcio del PSV ha vinto 26 titoli olandesi, 11 coppe nazionali e 15 supercoppe, che ne fanno la seconda squadra olandese più titolata in campo nazionale dietro all'Ajax, nonché la seconda classificata nella graduatoria perpetua dell'Eredivisie. In ambito internazionale è, invece, la terza squadra olandese (superata anche dal Feyenoord), avendo vinto una Coppa dei Campioni ed una Coppa UEFA; nel 1988 ha, tuttavia, centrato il cosiddetto treble. Insieme con Ajax e Feyenoord fa parte delle "tre grandi" del calcio olandese.

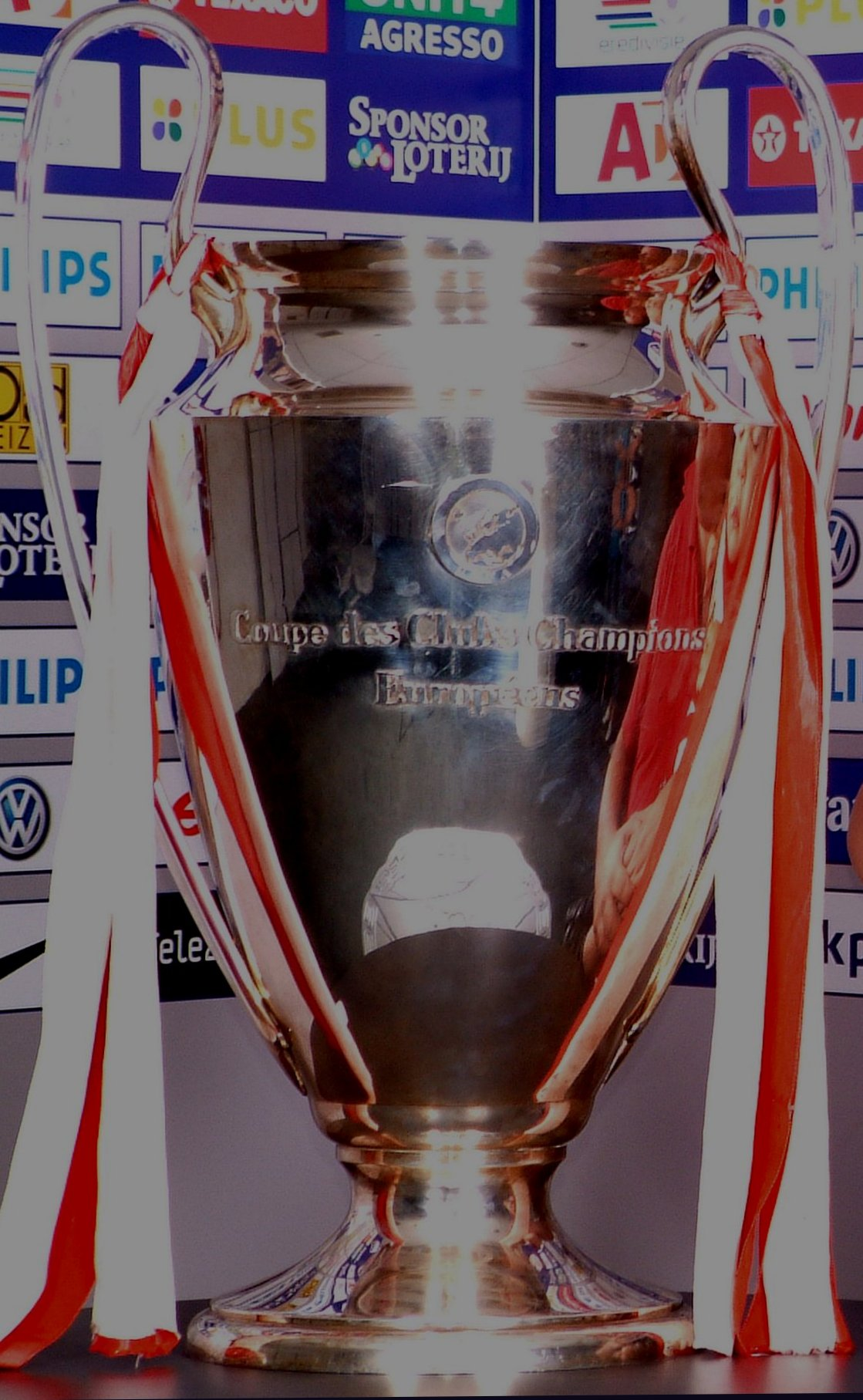
La Coppa dei Campioni vinta dal PSV nel 1988

## Competizioni nazionali
- Campionato olandese: 26

1928-1929, 1934-1935, 1950-1951, 1962-1963, 1974-1975, 1975-1976, 1977-1978, 1985-1986, 1986-1987, 1987-1988, 1988-1989, 1990-1991, 1991-1992, 1996-1997, 1999-2000, 2000-2001, 2002-2003, 2004-2005, 2005-2006, 2006-2007, 2007-2008, 2014-2015, 2015-2016, 2017-2018, 2023-2024, 2024-2025
- Coppa dei Paesi Bassi: 11

1949-1950, 1973-1974, 1975-1976, 1987-1988, 1988-1989, 1989-1990, 1995-1996, 2004-2005, 2011-2012, 2021-2022, 2022-2023
- Supercoppa dei Paesi Bassi: 15  (Record)

1992, 1996, 1997, 1998, 2000, 2001, 2003, 2008, 2012, 2015, 2016, 2021, 2022, 2023, 2025

## Competizioni internazionali
- Coppa dei Campioni/UEFA Champions League: 1

1987-1988
- Coppa UEFA: 1

1977-1978

## Altri piazzamenti
- Campionato olandese:

Secondo posto: 1940-1941, 1961-1962, 1963-1964, 1976-1977, 1981-1982, 1983-1984, 1984-1985, 1989-1990, 1992-1993, 1995-1996, 1997-1998, 2001-2002, 2003-2004, 2012-2013, 2018-2019, 2020-2021, 2021-2022, 2022-2023
Terzo posto: 1930-1931, 1936-1937, 1953-1954, 1954-1955, 1959-1960, 1969-1970, 1978-1979, 1979-1980, 1982-1983, 1993-1994, 1994-1995, 1998-1999, 2009-2010, 2010-2011, 2011-2012, 2016-2017
- Coppa dei Paesi Bassi:

Finalista: 1997-1998, 2000-2001, 2005-2006, 2012-2013
Semifinalista: 1934-1935, 1961-1962, 1965-1966, 1978-1979, 1979-1980, 1980-1981, 1984-1985, 1990-1991, 1998-1999, 2001-2002, 2002-2003, 2024-2025
- Supercoppa dei Paesi Bassi:

Finalista: 1991, 2002, 2005, 2006, 2007, 2018, 2019, 2024
- Coppa delle Coppe:

Semifinalista: 1970-1971, 1974-1975
- Coppa dei Campioni:

Semifinalista: 1975-1976, 2004-2005
- Supercoppa UEFA:

Finalista: 1988
- Coppa Intercontinentale:

Finalista: 1988